# Chester Bennington
Chester Charles Bennington (ur. 20 marca 1976 w Phoenix, zm. 20 lipca 2017 w Palos Verdes Estates) – amerykański muzyk, piosenkarz, autor tekstów, aktor i wokalista amerykańskiego zespołu Linkin Park. Był również wokalistą grupy Dead by Sunrise i Stone Temple Pilots (2013–2015).
W 2006 roku piosenkarz został sklasyfikowany na 46. miejscu listy 100 najlepszych metalowych wokalistów wszech czasów według czasopisma „Hit Parader”.

## Życiorys

### Wczesne lata
Urodził się w Phoenix w Arizonie jako syn Susan Elaine (z domu Johnson), pielęgniarki, i Lee Russella Benningtona, detektywa/policjanta. Jego rodzina była pochodzenia angielskiego. Kiedy miał jedenaście lat, w 1987 jego rodzice się rozwiedli. Odtąd zamieszkał z ojcem. Miał dwie przyrodnie siostry i przyrodniego brata, Briana.
W wieku siedmiu lat był molestowany seksualnie przez przyjaciela rodziny, nigdy jednak nie wyjawił nazwiska sprawcy. Bał się prosić o pomoc, ponieważ nie chciał, aby ludzie myśleli, że jest gejem lub kłamie, a nadużycia trwały do 13 roku życia.
Od wczesnych lat interesował się muzyką. Był fanem zespołu Depeche Mode. W wieku 11–14 lat słuchał hip-hopu, w tym The Sugarhill Gang i Slick Rick. Jednak największy wpływ na jego muzykę miał Stone Temple Pilots. Za pośrednictwem starszego brata poznał też twórczość Foreigner czy Rush. Marzył, by w przyszłości dołączyć do Stone Temple Pilots.
Uczęszczał do Centennial High School i Greenway High School. Naukę kontynuował w Washington High School, którą ukończył w 1994 roku. W wieku młodzieńczym zaczął zażywać kokainę i metamfetaminę. W wieku 18 lat został aresztowany za posiadanie narkotyków. Zanim profesjonalnie zajął się muzyką, pracował w Burger Kingu.

### Kariera muzyczna
W wieku 16 lat dołączył do garażowego zespołu Sean Dowdell And His Friends?. Po rozpadzie tego zespołu, w 1993 roku dołączył do Grey Daze (początkowo Gray Daze). Razem z zespołem nagrał dwie płyty: Wake Me i ...No Sun Today. W 1998 r. opuścił zespół. Następnie, w marcu 1999, jako ostatni dołączył do Linkin Park. Pobocznym projektem muzyka był również zespół Dead by Sunrise, z którym w 2009 roku wydał płytę Out of Ashes. Od marca 2015 roku był pełnoprawnym członkiem zespołu Stone Temple Pilots. W listopadzie tego samego roku opuścił grupę. Sporadycznie grał też na gitarze.

### Działalność pozamuzyczna
Wystąpił w programie telewizyjnym MTV W domu u... (Cribs, 2001). W filmie sensacyjnym Briana Taylora Adrenalina (Crank, 2006) z Jasonem Stathamem zagrał epizodyczną rolę klienta w aptece. Był gościem programu Saturday Night Live (2007, 2011). W sequelu Adrenalina 2. Pod napięciem (Crank 2: High Voltage, 2009) pojawił się jako widz na wyścigach konnych. Rok później otrzymał rolę pechowego Evana w horrorze Piła 3D (Saw 3D, 2010). Wziął też udział w filmie dokumentalnym Jareda Leto Artifact (2012).

## Życie prywatne
W latach 1994–1995 był związany z Elką Brand, z którą miał syna Jaime'go (ur. 12 maja 1996). W 1995 roku na jednym z koncertów Grey Daze poznał Samanthę Marie Olit. Para wzięła ślub 31 października 1996. 19 kwietnia 2002 na świat przyszedł ich syn Draven Sebastian. Po dziewięciu latach małżeństwa, 2 maja 2005 rozwiedli się. W grudniu 2004 związał się z nauczycielką Talindą Bentley, z którą ożenił się 31 grudnia 2005 i miał trójkę dzieci: syna Tylera Lee (ur. 16 marca 2006) oraz bliźniaczki – Lilly i Lilę (ur. 9 listopada 2011). W 2006 adoptował ośmioletniego wówczas Isaiaha (ur. 8 listopada 1997).

### Śmierć
20 lipca 2017 przed godziną 9 w Palos Verdes Estates został znaleziony martwy. Miał 41 lat. Jego ciało znalazła gosposia. Muzyk powiesił się na pasku, obok niego leżała pusta butelka whisky. Bennington przez lata zmagał się z uzależnieniem od narkotyków i alkoholu. Cierpiał także na depresję. W wywiadach kilka razy przyznawał się, że miewał myśli samobójcze. Portal TMZ twierdzi, że to właśnie wieloletnie problemy z uzależnieniem od narkotyków i głęboka depresja doprowadziły go do samobójstwa.
Media zauważyły, że Chester Bennington odebrał sobie życie w rocznicę 53. urodzin swojego bliskiego przyjaciela Chrisa Cornella, który popełnił samobójstwo dwa miesiące wcześniej; na jego pogrzebie 29 maja 2017 wykonał piosenkę pt. „Hallelujah” autorstwa Leonarda Cohena.
Po jego śmierci grupa Linkin Park odwołała trasę koncertową, planowaną od 27 lipca 2017 w Stanach Zjednoczonych. Został skremowany, a jego prochy zostały rozsypane w ogrodzie botanicznym.

## Upamiętnienie
Utwór „Gone Too Soon” autorstwa Scotta Stappa, opublikowany na albumie The Space Between The Shadows z 2019, został zainspirowany odejściem Chrisa Cornella i Chestera Benningtona.